# الإمبراطور: صعود المملكة الوسطى
الإمبراطور: صعود الدولة الوسطى(بالإنجليزية: Emperor: Rise of the Middle Kingdom)‏هي لعبة من نوع بناء مدن، صدرت في سبتمبر 2002 على منصة مايكروسوفت ويندوز.